# Ptasie Gniazda (Karkonosze)
Ptasie Gniazda (niem. Vogelsteine, Vogelneststeine) – grupa granitowych skałek w Sudetach Zachodnich, w polskiej części pasma Karkonoszy, na zachód od szczytu Babińca, na wysokości ok. 985 m n.p.m.
Składają się z paru granitowych ostańców o wysokości kilku m. Można tu obserwować spękania biegnące w trzech kierunkach oraz nieregularne (cios granitowy). Miejscami gęsto przebiegający cios odprężeniowy doprowadził do powstania form "wietrzenia materacowego". Na niektórych skałkach występują kociołki wietrzeniowe.

## Turystyka
Na północ od skałek i dużo niżej przechodzi szlak turystyczny:
- zielony – prowadzący z Jakuszyc na Halę Szrenicką[1]

Skałki stanowią punkt widokowy, z którego roztacza się panorama na Góry Izerskie.